# Vargsjön, Dalarna
Vargsjön är en sjö i Säters kommun i Dalarna och ingår i Gavleåns huvudavrinningsområde. Sjön har en area på 0,182 kvadratkilometer och ligger 178,9 meter över havet. Sjön avvattnas av vattendraget Ängesån.

## Delavrinningsområde
Vargsjön ingår i det delavrinningsområde (672145-151378) som SMHI kallar för Utloppet av Vargsjön. Medelhöjden är 227 meter över havet och ytan är 4,32 kvadratkilometer. Räknas de 4 avrinningsområdena uppströms in blir den ackumulerade arean 17,62 kvadratkilometer. Ängesån som avvattnar avrinningsområdet har biflödesordning 3, vilket innebär att vattnet flödar genom totalt 3 vattendrag innan det når havet efter 96 kilometer. Avrinningsområdet består mestadels av skog (84 procent). Avrinningsområdet har 0,3 kvadratkilometer vattenytor vilket ger det en sjöprocent på 7 procent.